# Kortbaneløb på skøjter under vinter-OL 2014
Kortbaneløb på skøjter under vinter-OL 2014 blev afviklet ved Iceberg Skating Palace i Sojti i Rusland. Konkurrencerne blev afholdt mellem 10. og 21. februar 2014.

## Forløb
Følgende tabel viser afviklingen af kortbaneløb på skøjter.
| Dato        | Tid   | Sportsgren               |
| ----------- | ----- | ------------------------ |
| 10. februar | 13:45 | Damernes 3 000 m stafet  |
| 10. februar | 13:45 | Damernes 500 m           |
| 10. februar | 13:45 | Herrernes 1 500 m        |
| 13. februar | 14:00 | Herrernes 5 000 m stafet |
| 13. februar | 14:00 | Herrernes 1 000 m        |
| 13. februar | 14:00 | Damernes 500 m           |
| 15. februar | 14:00 | Damernes 1 500 m         |
| 15. februar | 14:00 | Herrernes 1 000 m        |
| 18. februar | 13:30 | Damernes 1 000 m         |
| 18. februar | 13:30 | Herrernes 500 m          |
| 18. februar | 13:30 | Damernes 3 000 m stafet  |
| 21. februar | 20:30 | Damernes 1 000 m         |
| 21. februar | 20:30 | Herrernes 500 m          |
| 21. februar | 20:30 | Herrernes 5 000 m stafet |

## Medaljevindere

### Mænd
| Disciplin     | Guld                                                                                 | Guld     | Sølv                                                                        | Sølv     | Bronze                                                          | Bronze   |
| ------------- | ------------------------------------------------------------------------------------ | -------- | --------------------------------------------------------------------------- | -------- | --------------------------------------------------------------- | -------- |
| 500 m         | Viktor Ahn                                                                           | 41,312   | Wu Dajing                                                                   | 41,516   | Charle Cournoyer                                                | 41,617   |
| 1000 m        | Viktor Ahn                                                                           | 1:25,325 | Vladimir Grigoriev                                                          | 1:25,399 | Sjinkie Knegt                                                   | 1:25,611 |
| 1500 m        | Charles Hamelin                                                                      | 2:14,985 | Han Tianyu                                                                  | 2:15,055 | Viktor Ahn                                                      | 2:15,062 |
| 5000 m stafet | Rusland (RUS) · Viktor Ahn · Semen Elistratov · Vladimir Grigoriev · Ruslan Zacharov | 6:42,100 | USA (USA) · Eduardo Alvarez · J.R. Celski · Chris Creveling · Jordan Malone | 6:42,371 | Kina (CHN) · Chen Dequan · Han Tianyu · Shi Jingnan · Wu Dajing | 6:48,341 |

### Kvinder
| Disciplin     | Guld                                                                   | Guld     | Sølv                                                                                    | Sølv     | Bronze                                                                              | Bronze   |
| ------------- | ---------------------------------------------------------------------- | -------- | --------------------------------------------------------------------------------------- | -------- | ----------------------------------------------------------------------------------- | -------- |
| 500 m         | Li Jianrou                                                             | 45,263   | Arianna Fontana                                                                         | 51,250   | Park Seung-hi                                                                       | 54,207   |
| 1000 m        | Park Seung-hi                                                          | 1:30,761 | Fan Kexin                                                                               | 1:30,811 | Shim Suk-hee                                                                        | 1:31,027 |
| 1500 m        | Zhou Yang                                                              | 2:19,140 | Shim Suk-hee                                                                            | 2:19,239 | Arianna Fontana                                                                     | 2:19,416 |
| 3000 m stafet | Sydkorea (KOR) · Cho Ha-ri · Kim A-lang · Park Seung-hi · Shim Suk-hee | 4:09,498 | Canada (CAN) · Marie-Ève Drolet · Jessica Hewitt · Valérie Maltais · Marianne St-Gelais | 4:10,641 | Italien (ITA) · Arianna Fontana · Lucia Peretti · Martina Valcepina · Elena Viviani | 4:14,014 |

## Medaljer
| Kortbaneløb på skøjter under vinter-OL 2014 – Sotji | Kortbaneløb på skøjter under vinter-OL 2014 – Sotji | Kortbaneløb på skøjter under vinter-OL 2014 – Sotji | Kortbaneløb på skøjter under vinter-OL 2014 – Sotji | Kortbaneløb på skøjter under vinter-OL 2014 – Sotji | Kortbaneløb på skøjter under vinter-OL 2014 – Sotji |
| --------------------------------------------------- | --------------------------------------------------- | --------------------------------------------------- | --------------------------------------------------- | --------------------------------------------------- | --------------------------------------------------- |
| Nr.                                                 | Land                                                | Guld                                                | Sølv                                                | Bronze                                              | Totalt                                              |
| 1.                                                  | Rusland (RUS)                                       | 3                                                   | 1                                                   | 1                                                   | 5                                                   |
| 2.                                                  | Kina (CHN)                                          | 2                                                   | 3                                                   | 1                                                   | 6                                                   |
| 3.                                                  | Sydkorea (KOR)                                      | 2                                                   | 1                                                   | 2                                                   | 5                                                   |
| 4.                                                  | Canada (CAN)                                        | 1                                                   | 1                                                   | 1                                                   | 3                                                   |
| 5.                                                  | Italien (ITA)                                       | 0                                                   | 1                                                   | 2                                                   | 3                                                   |
| 6.                                                  | USA (USA)                                           | 0                                                   | 1                                                   | 0                                                   | 1                                                   |
| 7.                                                  | Holland (NED)                                       | 0                                                   | 0                                                   | 1                                                   | 1                                                   |
| Totalt                                              | Totalt                                              | 8                                                   | 8                                                   | 8                                                   | 24                                                  |